# 미미촌
미미촌(耳村)은 후쿠이현 미카타군에 있던 촌이다. 현재의 미하마정의 중심부에 해당한다.

## 역사
- 1889년 4월 1일 - 정촌제 시행에 의해 미카타군 미미촌이 성립하였다.
- 1954년 2월 11일 - 미나미사이고촌, 기타사이고촌, 산토촌과 합병해 미하마정이 성립하였다.

## 교통

### 철도
일본국유철도 오바마선이 미미촌을 통과하지만 역은 없었다. 다만 인접한 미나미사이고촌에 마을 내 지명을 딴 가와라시역(현 미하마역)이 존재했다.

## 참고문헌
- 大日本篤農家名鑑編纂所編『大日本篤農家名鑑』大日本篤農家名鑑編纂所、1910年。
- 扶桑社編『大日本蚕業家名鑑 正』扶桑社、1913 - 1917年。
- 「角川日本地名大辞典」編纂委員会『가도카와 일본 지명 대사전 18 福井県』角川書店、1989年